# Janez Lavrič
Janez (Johann /Ivan) Lavrič plemeniti Zaplaz, Avstro-ogrski podmaršal (divizijski general/feldmaršalporočnik) slovenskega rodu, * 30. julij 1850, Šentlovrenc, † 23. september 1941, Zagreb.
Janez/Ivan Lavrič plemeniti Zaplaz je  kadetsko šolo končal v Hianburgu. Leta 1878 se je udeležil zasebe Bosne in Hercegovine ter 1882 sodeloval pri zadušitvi vstaje v Krivošijah in Boki Kotorski. Kot podpolkovnik je služboval v štabu domobranskega poveljstva v Gradcu. V letih 1902-1908 je bil komandant 22. domobranskega pehotnega polka v Černovicah. Leta 1908 je napredoval v generalmajorja  in bil leta 1912 upokojen s činom podmaršala. Med 1. svetovno vojno se je znova vključil v vojsko. Poveljeval je 1. črnovojniški teritorialni brigadi v Karpatih, v letih 1915−1918 pa je bil namestnik komandanta trdnjave v Krakovu. Po končani vojni je kot upokojenec živel v Mariboru.